# جیاردینلو
جیاردینلو (به ایتالیایی: Giardinello) یک کومونه در ایتالیا است که در استان پالرمو واقع شده‌است. جیاردینلو ۱۲٫۵ کیلومتر مربع مساحت و ۲٬۲۶۰ نفر جمعیت دارد.